# Seyhan Arman
Pour les articles homonymes, voir Arman (homonymie).
Derya Seyhan Arman (née le 26 février 1980 à Adana) est une actrice et drag queen turque et activiste transgenre basée à Istanbul. 
Elle est apparue dans les médias turcs parlant de ses propres expériences en tant que personne transgenre vivant en Turquie. Elle apparaît souvent dans les pièces de théâtre et les médias comme drag queen.

## Biographie
Elle est née à Adana, en Turquie. Elle quitte la maison familiale à l'âge de 15 ans et commence à travailler comme DJ dans une station de radio locale. Elle s'intéresse au théâtre et monte une pièce caritative en faveur de la communauté des personnes handicapées, avant de se produire en tant que clown dans les rues d'Adana. Elle commence sa carrière en rejoignant le théâtre Adana Kardes Oyuncular en 1994. Elle est formée par l'actrice Dilruba Saatçi (tr). En 2000, elle s'installe à Istanbul et travaille comme chanteuse dans plusieurs boîtes de nuit clandestines.
Elle est apparue dans Akasya Durağı (en). Elle a remporté deux prix, un pour son film Güneşi Gördüm (J'ai vu le soleil), dans la catégorie de la meilleure performance, au 23e prix du cinéma international de Singapour en 2010, et le prix du jury pour son film Eslimiyet (Other Angels) au 22e festival du cinéma international d'Ankara. Elle a été nommée dans la catégorie "meilleure actrice" pour sa performance dans le drame théâtral "Küründen Kabare" (Cabaret de la honte) qu'elle a écrit et produit pendant deux saisons, racontant l'histoire de sa vie en tant que personne LGBT.
Elle est l'une des 100 Women récompensées par la BBC 2016,.